# Jegieruchajskie osiedle wiejskie
Jegieruchajskie osiedle wiejskie (ros. Егерухайское сельское поселение) – jedno z 9 osiedli wiejskich w rejonie koszechablskim wchodzącym w skład Republiki Adygei. W 2022 liczyło 1586 mieszkańców.